# Европско првенство у фудбалу 2024 — група Д
Група Д на Европском првенству 2024. одржана је од 16. до 25. јуна 2024. у Њемачкој, а утакмице су игране у пет градова: Хамбургу, Диселдорфу, Берлину, Лајпцигу и Дортмунду. У групи су играле Пољска, Холандија, Аустрија и Француска. Двије првопласиране репрезентације пласирале су се међу најбољих 16, док су у елиминациону фазу прошле и четири најбоље трећепласиране репрезентације од укупно шест.
Побједник групе Д у осмини финала играо је са другопласираним из групе Ф, док је другопласирани из групе Д играо против другопласираног из групе Е. Трећепласирани из групе Д могао је у осмини финала да игра против побједника група Б, Ц и Е.
Аустрија је завршила на првом мјесту са двије побједе и једним поразом и шест освојених бодова, Француска је завршила на другом мјесту са једном побједом и два ремија, Холандија на трећем са једном побједом, једним ремијем и једним поразом, а Пољска на четвртом са једним освојеним бодом, једним ремијем и два пораза. Холандија се пласирале у елиминациону фазу као једна од четири најбоље трећепласиране репрезентације.

## Тимови
| Позиција на жријебу | Тим       | Шешир | Начин Квалификовања      | Датум Квалификовања | Укупно наступа | Последњи наступ | Најбољи резултат       | Квалификациони ренкинг Новембар 2023. | ФИФА ренкинг Април 2024. | ФИФА ренкинг Април 2024. |
| ------------------- | --------- | ----- | ------------------------ | ------------------- | -------------- | --------------- | ---------------------- | ------------------------------------- | ------------------------ | ------------------------ |
| Д1                  | Пољска    | 4     | Побједник плеј-офа А     | 26. март 2024.      | 5.             | 2020            | Четвртфинале (2016)    | —                                     | 28                       |                          |
| Д2                  | Холандија | 3     | Другопласирани у Групи Б | 18. новембар 2023.  | 11.            | 2020            | Побједник (1988)       | 12                                    | 7                        |                          |
| Д3                  | Аустрија  | 2     | Другопласирани у Групи Ф | 13. октобар 2023.   | 4.             | 2020            | Осмина финала (2020)   | 11                                    | 25                       |                          |
| Д4                  | Француска | 1     | Побједник Групе Б        | 13. октобар 2023.   | 11.            | 2020            | Побједник (1984, 2000) | 2                                     | 2                        |                          |

## Резултати

### Прво коло

#### Пољска—Холандија
| Пољска    | 1 : 2     | Холандија                |
| --------- | --------- | ------------------------ |
| Букса 16’ | Извјештај | Гакпо 29’ · Вегхорст 83’ |

| Пољска | Холандија |

#### Аустрија—Француска
| Аустрија | 0 : 1     | Француска       |
| -------- | --------- | --------------- |
|          | Извјештај | Вебер 38’ (аг.) |

| Аустрија | Француска |

### Друго коло

#### Пољска—Аустрија
| Пољска      | 1 : 3     | Аустрија                                             |
| ----------- | --------- | ---------------------------------------------------- |
| Пјонтек 30’ | Извјештај | Траунер 9’ · Баумгартнер 66’ · Арнаутовић 78’ (пен.) |

| Пољска | Аустрија |

#### Холандија—Француска
| Холандија | 0 : 0     | Француска |
| --------- | --------- | --------- |
|           | Извјештај |           |

| Холандија | Француска |

### Треће коло

#### Холандија—Аустрија
| Холандија             | 2 : 3     | Аустрија                                |
| --------------------- | --------- | --------------------------------------- |
| Гакпо 47’ · Депај 78’ | Извјештај | Мален 6’ (аг.) · Шмид 59’ · Сабицер 80’ |

| Холандија | Аустрија |

#### Француска—Пољска
| Француска        | 1 : 1     | Пољска                 |
| ---------------- | --------- | ---------------------- |
| Мбапе 56’ (пен.) | Извјештај | Левандовски 79’ (пен.) |

| Француска | Пољска |

## Табела и статистика
| Мјесто | Екипа     | Играно | Побједа | Неријешено | Пораза | Дао гол. | При. гол. | Гол-разлика | Бодови |
| ------ | --------- | ------ | ------- | ---------- | ------ | -------- | --------- | ----------- | ------ |
| 1.     | Аустрија  | 3      | 2       | 0          | 1      | 6        | 4         | +2          | 6      |
| 2.     | Француска | 3      | 1       | 2          | 0      | 2        | 1         | +1          | 5      |
| 3.     | Холандија | 3      | 1       | 1          | 1      | 4        | 4         | 0           | 4      |
| 4.     | Пољска    | 3      | 0       | 1          | 2      | 3        | 6         | –3          | 1      |

## Фер-плеј
Поени за фер-плеј користе се за одлучивање мјеста на табели у случају истог броја бодова и исте гол-разлике. Тим с мањим бројем негативних поена заузима више мјесто на табели. Поени се рачунају на основу добијених жутих и црвених картона у свакој утакмици групне фазе по следећем принципу:
- жути картон — минус 1 поен;
- други жути картон (индиректан црвени картон) — минус 3 поена;
- директан црвени картон — минус 3 поена;
- жути картон, а затим директан црвени картон — минус 4 поена.

Само једна казна се примјењује за истог играча на једној утакмици.
| Тим       | 1. коло     | 1. коло                       | 1. коло  | 1. коло                | 2. коло     | 2. коло                       | 2. коло  | 2. коло                | 3. коло     | 3. коло                       | 3. коло  | 3. коло                | Поени |
| Тим       | Жути картон | Yellow card · Yellow-red card | Red card | Yellow card · Red card | Жути картон | Yellow card · Yellow-red card | Red card | Yellow card · Red card | Жути картон | Yellow card · Yellow-red card | Red card | Yellow card · Red card | Поени |
| --------- | ----------- | ----------------------------- | -------- | ---------------------- | ----------- | ----------------------------- | -------- | ---------------------- | ----------- | ----------------------------- | -------- | ---------------------- | ----- |
| Холандија | 1           |                               |          |                        | 1           |                               |          |                        |             |                               |          |                        | −2    |
| Француска | 2           |                               |          |                        |             |                               |          |                        | 1           |                               |          |                        | −3    |
| Пољска    |             |                               |          |                        | 4           |                               |          |                        | 4           |                               |          |                        | –8    |
| Аустрија  | 5           |                               |          |                        | 2           |                               |          |                        | 3           |                               |          |                        | −10   |